# Dubica (Bośnia i Hercegowina)
Dubica (cyr. Дубица) – wieś w Bośni i Hercegowinie, w Republice Serbskiej, w gminie Mrkonjić Grad. W 2013 roku liczyła 49 mieszkańców.